# Stagflazione
In economia, la stagflazione (combinazione dei termini stagnazione ed inflazione), anche chiamata stanflazione o stagninflazione, è la situazione nella quale sono contemporaneamente presenti nello stesso mercato sia un aumento generale dei prezzi (inflazione), sia una mancanza di crescita dell'economia in termini reali (stagnazione economica).

## Descrizione
La stagflazione è un fenomeno presentatosi per la prima volta alla fine degli anni sessanta, prevalentemente nei Paesi occidentali, in particolar modo in Italia; precedentemente inflazione e stagnazione si erano invece sempre presentate disgiuntamente. La contemporanea presenza di questi due elementi mise in crisi la Teoria generale di John Maynard Keynes (e le successive teorie post-keynesiane) che, per oltre 30 anni, era stata la spiegazione più convincente per l'andamento dei sistemi economici, oltre che valido strumento di politica economica per i governi di Paesi ad economia di mercato.
Milton Friedman, Premio Nobel per l'economia nel 1976, era stato tra i pochi a discostarsi dalle visioni keynesiane e roosveltiane ed a prevedere, nei suoi due libri Capitalism and Freedom e Storia Monetaria degli Stati Uniti, l'avvento della stagflazione.
Gli economisti propongono due spiegazioni principali della stagflazione. Secondo la prima, il fenomeno si presenta a causa di uno "shock di offerta", come ad esempio quando vi fu un crollo nell'offerta che portò ad un rapido aumento del prezzo del petrolio nel 1973, a seguito della guerra del Kippur. Un simile evento sfavorevole tende a incrementare i prezzi e contemporaneamente a frenare la crescita economica, rendendo la produzione più costosa e meno redditizia. La seconda spiegazione attribuisce la stagflazione all'azione dei governi, nel caso in cui vengano realizzate politiche che ostacolano la crescita economica e allo stesso tempo venga incrementata rapidamente l'offerta di moneta.

## Le politiche espansive degli anni settanta
Nella visione keynesiana, la disoccupazione è causata da un livello non sufficiente della domanda aggregata (in presenza di un gran numero di beni prodotti e invenduti), mentre l'inflazione è giustificata solo quando il mercato raggiunge il pieno impiego: a quel punto l'eccesso della domanda aggregata rispetto all'offerta aggregata, non potendo riversarsi sulla quantità reale (già massima e non espandibile), si riversa sui prezzi, incrementandoli e determinando un aumento del prodotto interno lordo nominale, ovvero dei prezzi e non delle quantità. Nella teoria keynesiana una situazione di disoccupazione non è compatibile invece con prezzi in aumento, ma solo con prezzi in diminuzione (deflazione) in linea col calo della domanda per effetto della diminuzione dei consumi cioè in regime di recessione.
La stagflazione fu così inizialmente contrastata, conformemente alla teoria keynesiana, con l'applicazione di politiche economiche improntate ad una forte espansione: gli effetti di queste scelte aggravarono, però, ulteriormente la tendenza, già presente nei sistemi economici, al rialzo dei prezzi dei beni per di più senza drastici cali della disoccupazione, come auspicato invece dai governi.
Il fenomeno fu principalmente spiegato col prevalere di comportamenti di monopolio sia nel mercato del lavoro (per la rigidità dei salari), che in quello dei prodotti per la presenza di cartelli (in special modo nei mercati delle materie prime).
Dal momento che la teoria keynesiana non era in grado di spiegare correttamente questo nuovo fenomeno, molti economisti e varie dirigenze politiche occidentali superarono la "ricetta" keynesiana, che fino ad allora era riuscita a gestire validamente i fenomeni presenti nelle economie di mercato, ritornando alle convinzioni della teoria economica classica.

## Lotta alla stagflazione negli anni ottanta
Una proficua lotta alla stagflazione è particolarmente complessa, in quanto per diminuire la spinta inflazionistica le banche centrali dovrebbero ridurre la massa di moneta circolante e, indirettamente, contenere la domanda di beni e servizi; ma una diminuzione della domanda causata da scarsità della massa monetaria non favorisce la crescita economica e quindi il rientro della disoccupazione. Rispetto agli anni settanta in poi, il fenomeno della stagflazione è stato mitigato dalla mancata rincorsa prezzi/salari, ovvero ad un aumento dei prezzi, soprattutto petrolio e materie prime, non corrisponde automaticamente un adeguamento inflattivo delle richieste salariali che vengono condizionate dalla possibilità per le imprese di delocalizzare, cioè esportare sempre di più la produzione in paesi che hanno un costo del lavoro nettamente inferiore.
Questa tendenza a sua volta riduce la possibilità di contrattare eventuali aumenti salariali nei Paesi più sviluppati riportando in equilibrio il mercato del lavoro e quindi senza produrre un ulteriore peggioramento del tasso d'inflazione; a questo punto una politica monetaria restrittiva risulta inefficace e quindi occorre agire piuttosto su quella fiscale, con una sensibile riduzione della spesa corrente ed una corrispondente riduzione della pressione fiscale, unico strumento efficace per stimolare i consumi e perciò la domanda aggregata di beni e servizi. La conseguente crescita economica rende quindi possibile una ripresa dell'occupazione, proprio in conseguenza della sopra citata moderazione salariale. Alle banche centrali spetta quindi il compito di fine tuning, ovvero di equilibrare con la maggiore precisione possibile, la liquidità immessa nel sistema, in particolare attraverso una migliore allocazione della massa monetaria allargata che accompagni la ripresa dell'economia.